# Кузнецы (Шатурский район)
Кузнецы — деревня в Шатурском муниципальном районе Московской области. Входит в состав Дмитровского сельского поселения. Население — 11 чел. (2013).

## Расположение
Деревня Кузнецы расположена в юго-западной части Шатурского района, расстояние до МКАД порядка 132 км. Высота над уровнем моря — 140 м.

## Название
В письменных источниках деревня упоминается как Кузнецы, Кузнецово, Якушкино. В материалах Генерального межевания 1790 года деревня обозначена как Кузницы.
В основе названия Кузницы лежит термин кузница. Впоследствии название преобразовалось в Кузнецы под влиянием антропонимов Кузнец, Кузнецов. Наименование Якушкино связано с Якуш, разговорной формой имени Яков.

## История
Впервые упоминается в 1636—1647 гг. в Списке с писцовой книги XVII в поместных и вотчинных земель князя Василия Кропоткина, как "Кузнечиха, пустынь, в волости Вышелесский Остров".
В XVIII веке деревней владел граф Р. И. Воронцов.
Последним владельцем деревни перед отменой крепостного права был Готовицкий Михаил Иванович.
После отмены крепостного права деревня вошла в состав Семёновской волости.
После Октябрьской революции 1917 года был образован Кузнецовский сельсовет в составе Лузгаринской волости Егорьевского уезда Рязанской губернии. В сельсовет входила только одна деревня Кузнецы.
В 1926 году Кузнецовский сельсовет был упразднён, а деревня Кузнецы вошла в состав Алексино-Шатурского сельсовета, но уже в 1927 году Кузнецовский сельсовет был вновь восстановлен. В ходе реформы административно-территориального деления СССР в 1929 году Кузнецовский сельсовет вошёл в состав Дмитровского района Орехово-Зуевского округа Московской области. В 1930 году округа были упразднены, а Дмитровский район переименован в Коробовский.
В 1936 году Кузнецовский сельсовет был упразднён, деревня Кузнецы передана Горскому сельсовету. В 1954 году деревня вошла в состав Ананьинского сельсовета, а затем в 1959 году была передана в Шараповский сельсовет.

## Население
| 1859 | 1868 | 1885 | 1905 | 1926 | 1970 |
| ---- | ---- | ---- | ---- | ---- | ---- |
| 254  | ↗277 | ↘250 | ↗304 | ↗450 | ↘64  |
| 1993 | 2002 | 2006 | 2010 | 2011 | 2013 |
| ↘25  | ↘15  | ↘13  | ↘8   | ↗11  | →11  |

## Галерея

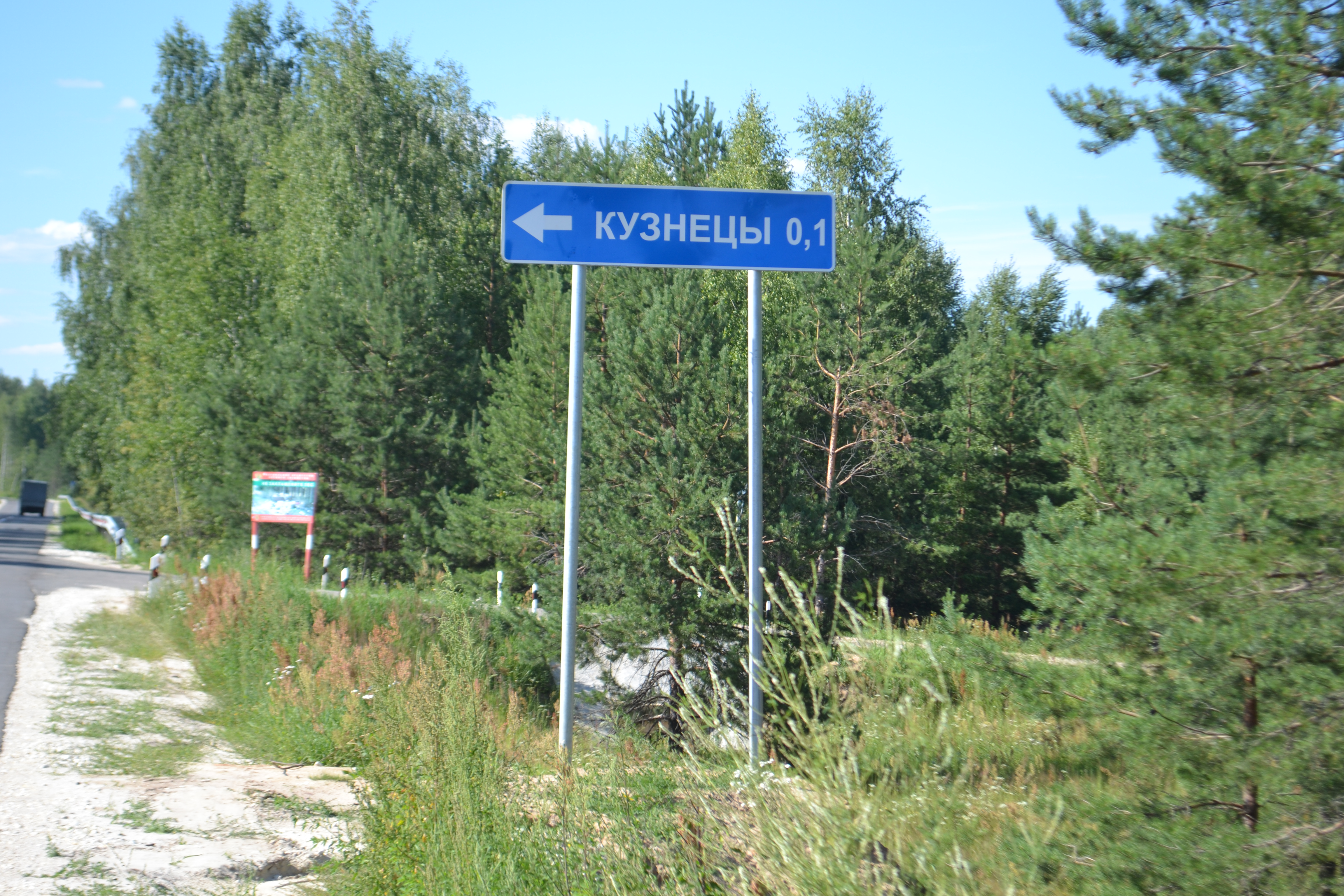
Дорожный указатель на деревню
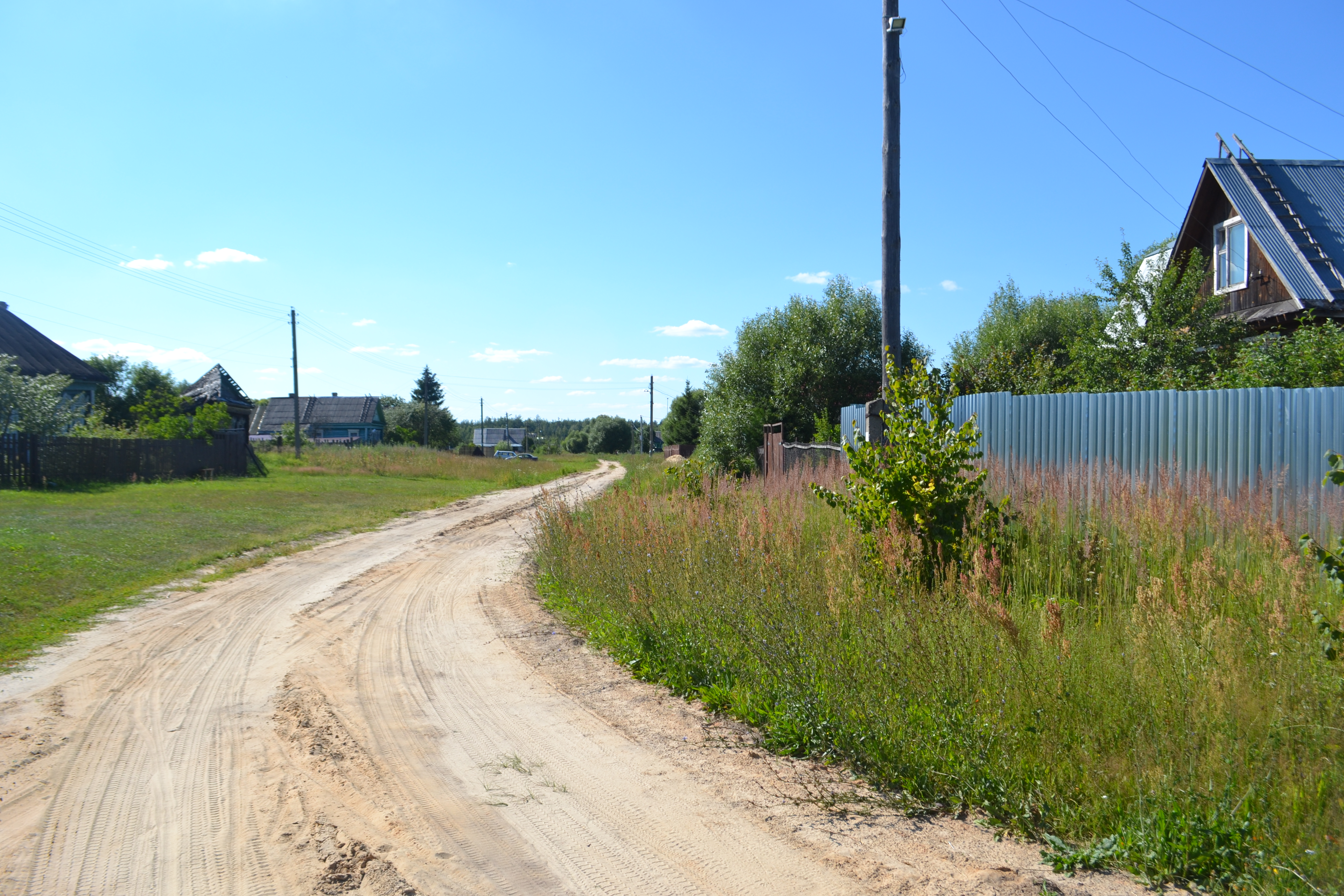
Кузнецы
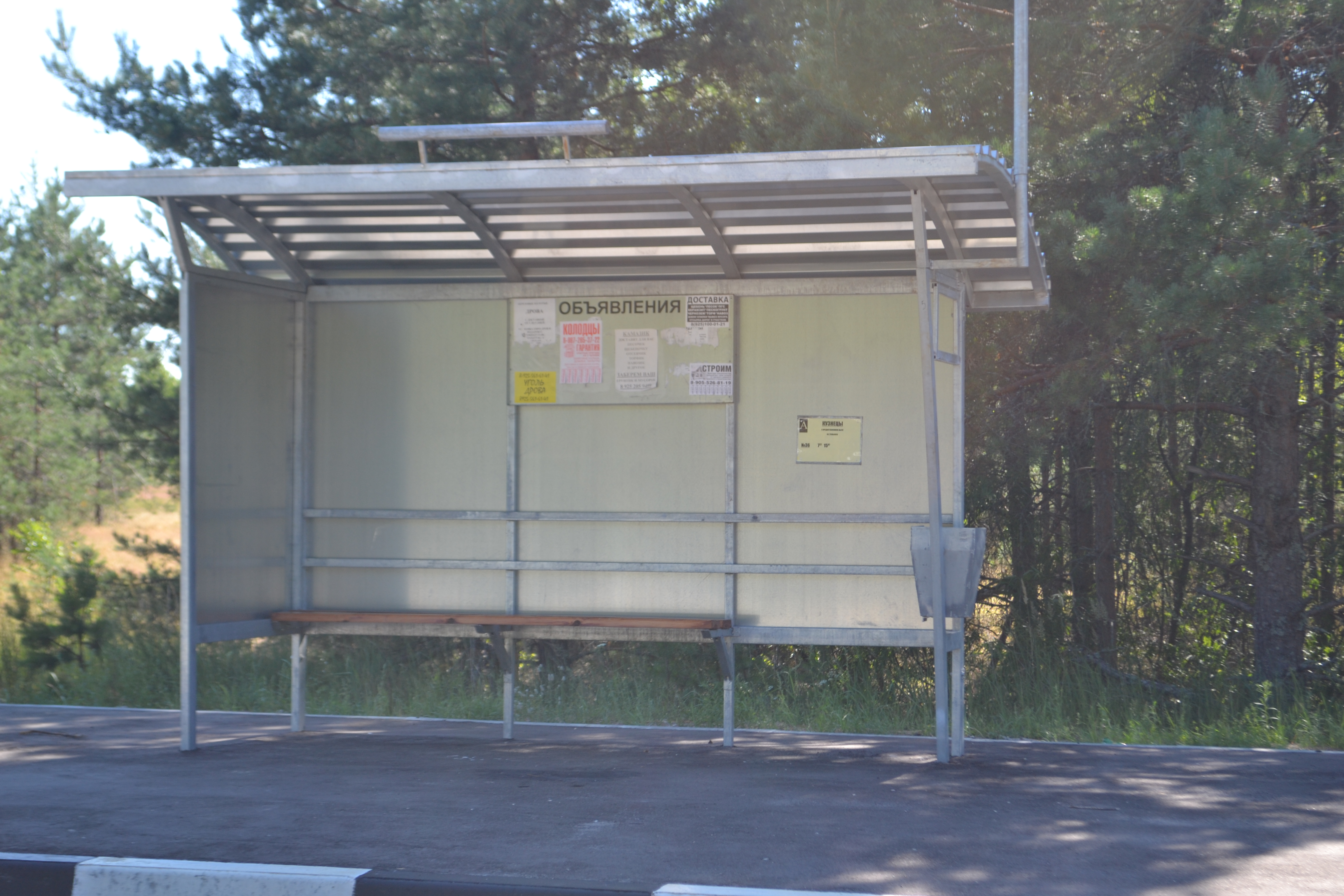
Остановка Кузнецы